# Сигнал BLC1

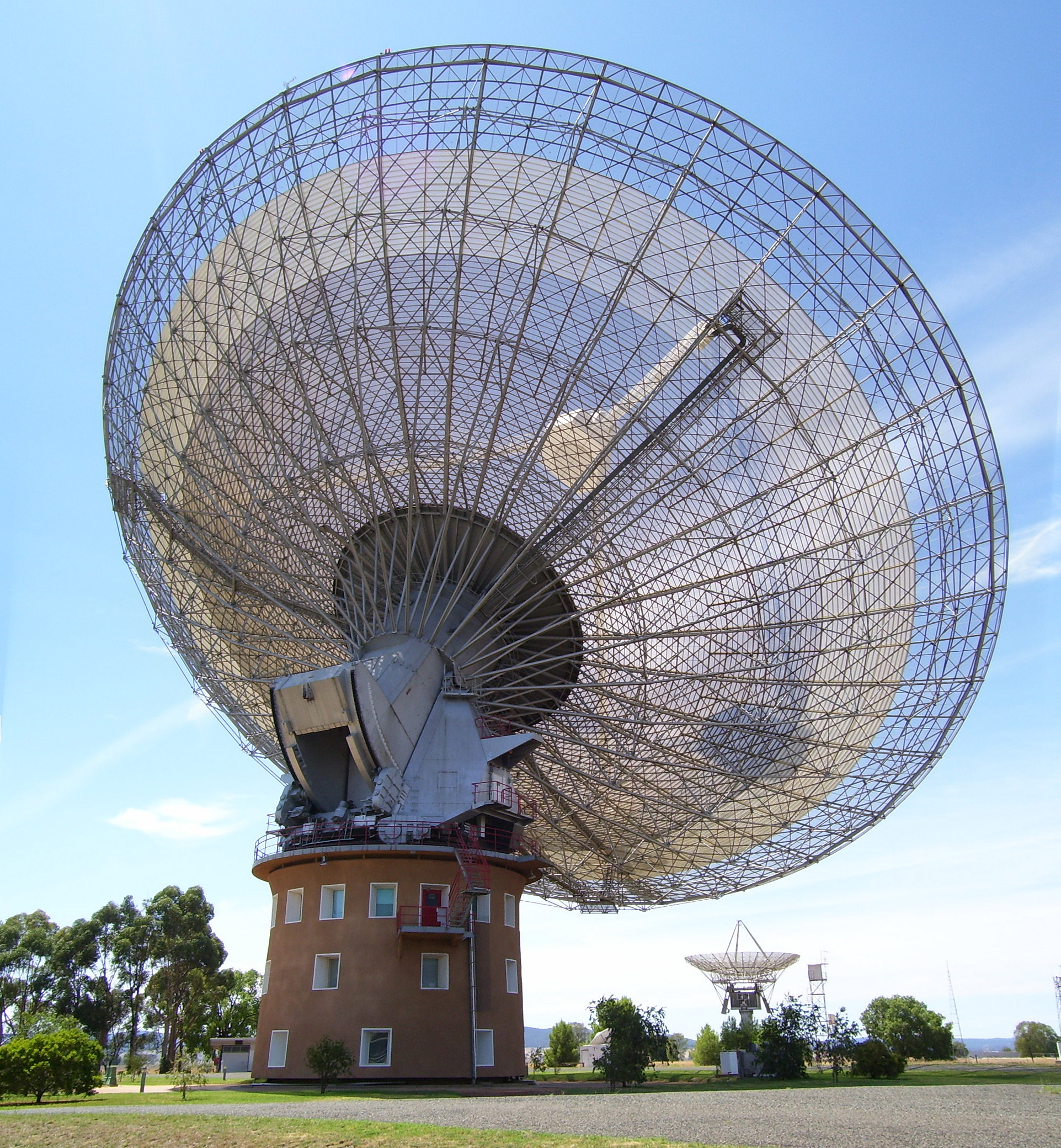
Обсерваторія, яка виявила BLC1

Сигнал BLC1 (Breakthrough Listen Candidate 1) є кандидатом на радіосигнал позаземного життя (SETI), про який повідомлено у грудні 2020 року, просторово збігається із зіркою Проксима Центавра.

## Сигнал
Очевидний зсув його частоти, що узгоджується з ефектом Доплера, може бути невідповідним тому, що було б спричинено рухом Проксима Центавра b, планети Проксіма Центавра. Доплерівський зсув сигналу протилежний тому, що можна було б очікувати від обертання Землі, оскільки частота сигналу збільшується, а не зменшується. Хоча сигнал був виявлений радіотелескопом Паркса під час спостережень Проксіми Центавра, завдяки куту променя радіотелескопа Паркс, сигнал більш точно описується як такий, що надходить зсередини кола приблизно 16 кутових хвилин в кутовому діаметрі, що містить Проксіма Центавра. Сигнал має частоту 982,002 МГц.
Радіосигнал був виявлений протягом 30 годин спостережень, проведених Breakthrough Listen через Обсерваторію Паркса в Австралії в квітні та травні 2019 року. Станом на грудень 2020 року подальші спостереження не змогли знову виявити сигнал - крок, необхідний для підтвердження того, що сигнал був техносигнатурою.

## Можливі корельовані події
У статті інших астрономів, опублікованій за 10 днів до звіту про BLC1, повідомляється про виявлення «яскравого, тривалого оптичного спалаху, що супроводжується серією інтенсивних, когерентних радіосплесків» від Проксими Центавра у квітні та травні 2019 року. Станом на січень 2021 року вчені чи ЗМІ не поставили їхні висновки у прямий зв’язок із сигналом BLC1, але мають на увазі, що планети навколо Проксими Центавра та інших червоних карликів є  непридатними для життя для людей та інших відомих на даний момент організмів.

## Можливість штучного походження
У лютому 2021 року у новому дослідженні запропоновано, що, оскільки ймовірність появи радіопередаваючої цивілізації на найближчому зоряному сусіді Сонця була розрахована приблизно як 10−8, згідно з принципом Коперника не слід вважати BLC1 технологічним радіосигналом від системи Альфа Центавра.
25 жовтня 2021 року дослідники опублікували два дослідження, в яких прийшли до висновку, що сигнал виявився «екстремальним прикладом локальних перешкод», які «могли б імітувати справжні техносигнатури», а отже, не був фактичною подією  Breakthrough Listen, як повідомлялося спочатку.